# オオカモメヅル属
オオカモメヅル属（おおかもめづるぞく、学名：Tylophora ）はキョウチクトウ科（旧分類ではガガイモ科）の属の一つ。

## 特徴
つる性の草本で、他の草などに巻きつく。まれに直立し、ときに茎が木化して半低木となるものがある。葉は対生し、縁は全縁となる。花序は集散状、散状、ときに総状となる。花冠および副花冠は5裂する。果実は披針形の袋果となる。

## 分布
アジア東部から東南アジア、太平洋諸島、オーストラリア、アフリカに分布し、約60種知られている。日本では次の5種が知られている。

## 日本の種
- オオカモメヅル Tylophora aristolochioides Miq.
- コカモメヅル（トサノカモメヅル） Tylophora floribunda Miq.
- ツルモウリンカ Tylophora tanakae Maxim.
  - ケナシツルモウリンカ Tylophora tanakae Maxim. var. glabrescens Hatus. ex T.Yamaz.
- トキワカモメヅル Tylophora japonica Miq.
- ヒメイヨカズラ Tylophora matsumurae (T.Yamaz.) T.Yamashiro et Tateishi